# Cibokor
Cibokor is een bestuurslaag in het regentschap Cianjur van de provincie West-Java, Indonesië. Cibokor telt 10.332 inwoners (volkstelling 2010).